# Língua fon
Fon  (em fon, Fɔngbè ) é uma língua nigero-congolesa que faz parte do grupo gbe e pertence à sub-família kwa ou cuá. Falada na África Ocidental, sobretudo no Benim, é a língua majoritária e conta com  aproximadamente 1,7 milhões de falantes - cerca da metade da população - mais concentrados no sul e no centro do país. Também é falada por outras 35 500 pessoas, distribuídas entre o centro e o sul do Togo, e o sudoeste da Nigéria.

## Uso atual
O fon era a língua oficial do antigo reino do Daomé (Danxome). Atualmente, sendo a língua majoritária no Benim, é utilizada pelas emissoras de rádio e televisão, e também adotada nos programas de alfabetização de adultos.

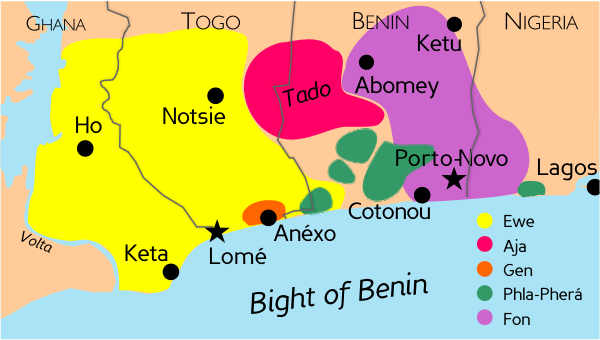
Distribuição da língua fon, em lilás.

O fon é a língua materna da cantora Angélique Kidjo, de origem beninense.
Provavelmente, no resto do mundo, a palavra mais conhecida da língua fon é 'vodu' ("divindade", "deus"), por sua ligação ao vodu haitiano, praticado pelos descendentes de escravos no Haiti .

## Dialetos
Capo  considera Maxi e como sendo dois dos dialetos Fon dialect cluster, porém, não inclui aí Alada ou Toli (Tɔli) que seriam parte do Gun, considerado por Ethnologue como uma língua Phla–Pherá.

## Fonologia

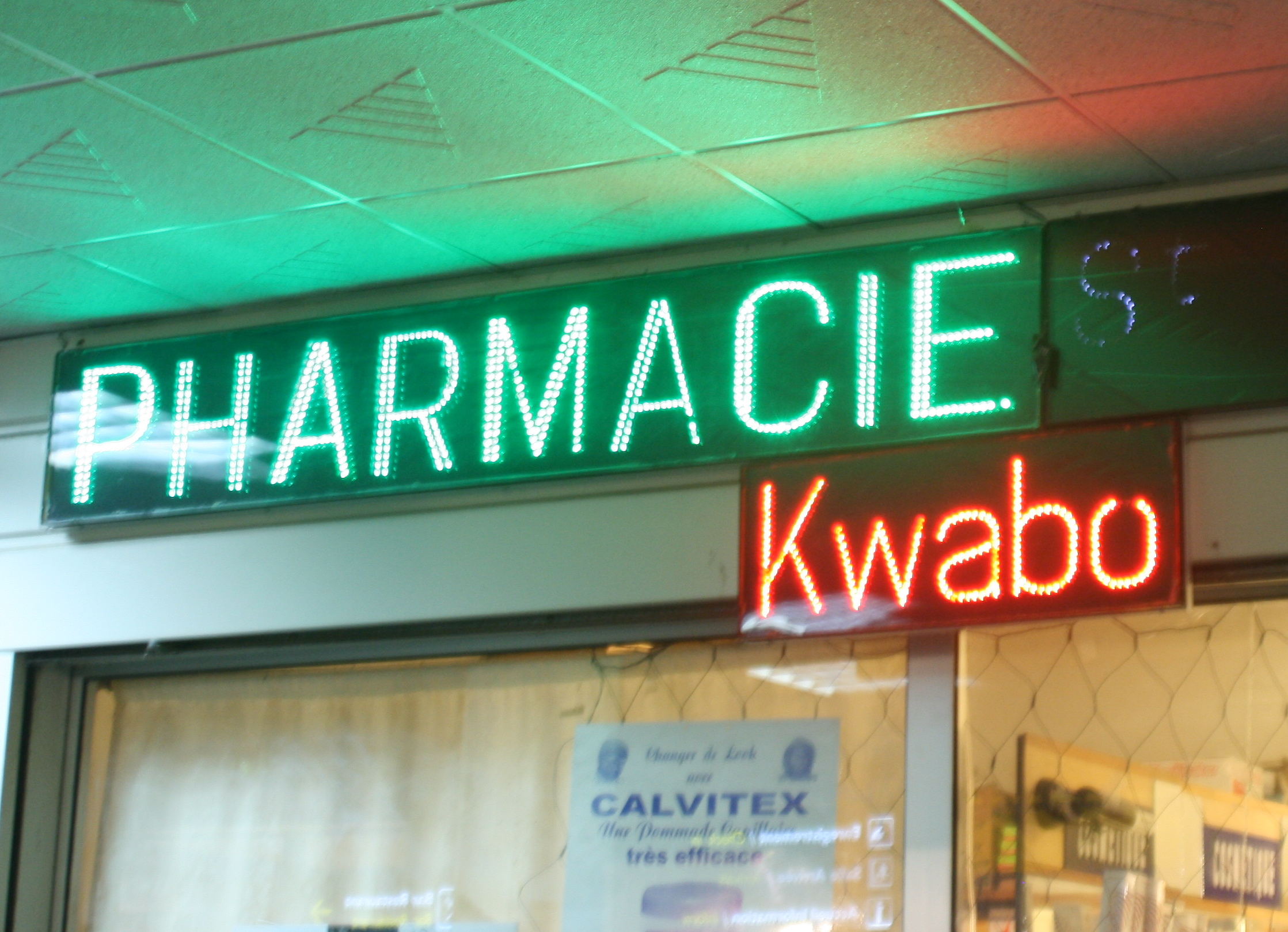
"Welcome" (Kwabɔ) em Fon numa farmácia do aeroporto de Cotonou, Benim

Fon tem sete vogais orais e cinco nasais.
|              | Anterior | Central | Posterior |
| ------------ | -------- | ------- | --------- |
| Fechada      | i ĩ      |         | u ũ       |
| Meio Fechada | e        |         | o         |
| Meio Aberta  | ɛ ɛ̃      |         | ɔ ɔ̃       |
| Aberta       |          | a ã     |           |

|                  | Labial | Labial | Alveolar | Alveolar | Post-alveolar | Post-alveolar | Palatal | Palatal | Velar | Velar | Labial-velar | Labial-velar |
| ---------------- | ------ | ------ | -------- | -------- | ------------- | ------------- | ------- | ------- | ----- | ----- | ------------ | ------------ |
| "Nasal" Oclusiva | m ~ b  | m ~ b  | n ~ ɖ    | n ~ ɖ    | n ~ ɖ         | n ~ ɖ         |         |         |       |       |              |              |
| Oclusiva         | (p)    | (p)    | t        | d        | t͡ʃ            | d͡ʒ            |         |         | k     | ɡ     | k͡p           | ɡ͡b           |
| Fricativa        | f      | v      | s        | z        |               |               |         |         | x     | ɣ     | xʷ           | ɣʷ           |
| Aproximante      |        |        | l ~ ɾ    | l ~ ɾ    |               |               | ɲ ~ j   | ɲ ~ j   |       |       | w            | w            |

/p/ somente ocorre em Ideofonias ou palavras de origem externa, embora seja muitas vezes substituída por /f/, como em cɔ́fù 'loja (shop)'. Muitas outras oclusivas sonoras somente aparecem diante de vogais orais, enquanto que as homogrâmicas nasais oclusivas somente ocorrem diante de vogais nasais. Assim, [b] [m] e [ɖ] [n] são alofones. [ɲ] pode ser livremente alternada com [j̃]; Fong também é tida como não apresentar nasais fonêmicas, um padrão bem comum na África Ocidental. Isso é uma questão de perspectiva: Pode ser questionado que [b] e [ɖ] são alofones não nasais de /m/ e /n/ diante de vogais orais. /w/ e /l/ São nasais diante de vogais nasais; /w/pode se assimilada para [ɥ] diante de /i/.
Os únicos grupos consonantais do Fon têrm /l/ ou /j/ como segunda letra; depois de post-alveolares, /l/ é opcionalmente percebida como [ɾ]: klɔ́ 'lavar', wlí 'pegar', jlò [d͡ʒlò] ~ [d͡ʒɾò] 'querer’.

## Ortografia
| Maiúsculas | A | B | C  | D | Ɖ | E | Ɛ | F | G | GB | I ase igba omo idã | J  | K | KP | L | M | N | NY | O | Ɔ | P | R | S | T | U | V | W | X | Y | Z |
| Minúsculas | a | b | c  | d | ɖ | e | ɛ | f | g | gb | i                  | j  | k | kp | l | m | n | ny | o | ɔ | p | r | s | t | u | v | w | x | y | z |
| Sons       | a | b | tʃ | d | ɖ | e | ɛ | f | ɡ | ɡb | i                  | dʒ | k | kp | l | m | n | ɲ  | o | ɔ | p | ɣ | s | t | u | v | w | x | j | z |

X é usada como /x/ em algumas ortografias, h em outras. Em alguns textos [e] e  [o] são usado em situações nasais: me [mɛ̃], Fon [fɔ̃]. O tom geralmente não é escrito, exceto quando indispensável.

## Tons
Fon apresenta dois tons fonéticos: alto e baixo. O tom alto é percebido como ascendente (baixo-alto) depois de uma vogal sonora. As palavras de duas sílabas têm, basicamente, quatro possibilidades: alto-alto, alto-baixo, baixo-alto e baixo-baixo. Em palavras com mais sílabas, como em verbos e em frases nominais, o tom mais alto tende a se manter até a última sílaba. Se tal sílaba tiver um tom fonético baixo, ela se tornará descendente (alto-baixo). Tons baixos desaparecem entre tons altos, mas seu efeito permanece com uma queda fonêmica. Tons ascendentes (baixo-alto) se simplificam para altos depois de outro alto (sem queda sonora) e vão para tom baixo antes de tom alto.
| / xʷèví-sà-tɔ́  | é       | kò                | xɔ̀      | àsɔ̃́        | wè /   |
| [ xʷèvísáꜜtɔ́ ‖ | é       | kó                | ꜜxɔ̂ \|  | àsɔ̃́        | wê ‖ ] |
| vendedor       | ele/ela | passado perfeito) | comprar | caranguejo | dois   |
Hwevísatɔ́, é ko hɔ asón we.
"A vendedora de peixe, ela comprou dois caranguejos"
Em Uidá, um tom ascendente ou descendente é percebido como sendo médio. Por exemplo: mǐ (nós, vocês) é, foneticamente, tom alto em /bĩ́/ mas foneticamente descendente por ser sonoro, ficando geralmente como tom médio.